# Харитон (Вылчев-Аджамовский)
Епископ Харитон (в миру Христо Христов Вылчев-Аджамовский, болг. Христо Христов Вълчев-Аджамовски или Вылчев-Аджамов, болг. Вълчев-Аджамов; 20 июля 1880, Патрешко — 25 марта 1958, София) — епископ Болгарской православной церкви, титулярный епископ Драговитийский.

## Биография
Родился в 1880 году в троянском селе Патрешко в бедной семье, вырос без отца.
В 7 лет поступил послушником в соседний Троянский монастырь. Учился в Орешаке и средней школы в Трояне на содержании монастыря.
14 июня 1898 года в Троянском монастыре принимает монашеский постриг с именем Харитон, а в феврале 1900 года рукоположён в сан иеродиакона.
В 1901 году уехал учиться в Константинопольскую болгарскую духовную семинарию, которую окончил в 1907 году.
С 1907 по 1909 год служил диаконом при Болгарской экзархии в Стамбуле.
В 1909 году был отправлен экзархом Болгарским Иосифом учиться в Киевскую духовную академию, которую он окончил в 1913 году со степенью кандидата богословия с причислением ко второму разряду.
В 1913—1914 годы — вновь диакон Болгарской экзархии.
1 июля 1914 года митрополитом Пловдивским Максимом был рукоположён в сан иеромонаха, а 16 ноября 1914 года возведён в сан архимандрита.

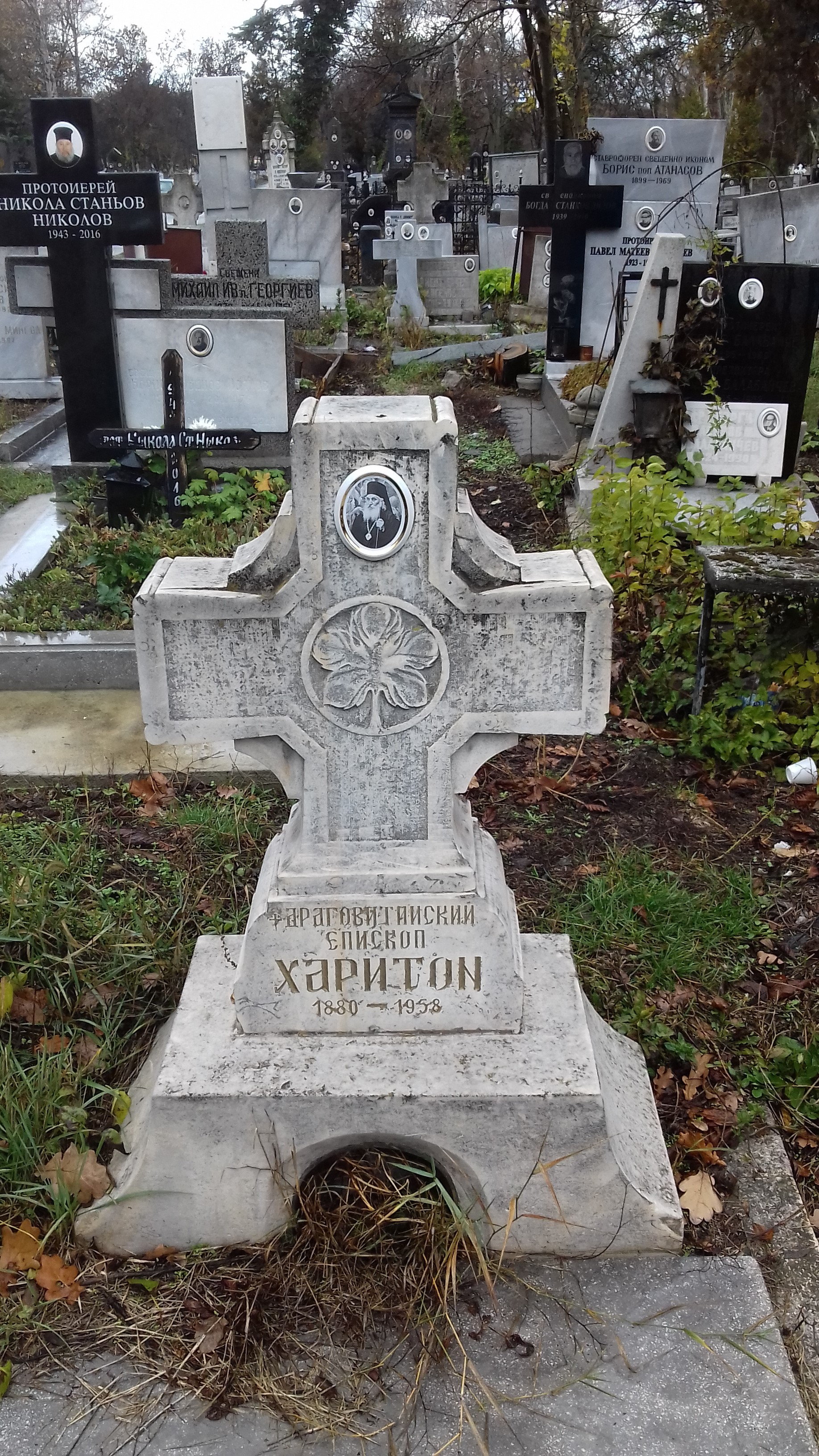
Могила епископа Харитона

В 1914 году служил библиотекарь Священного Синода Боларской экзархии.
С 1914 до 1915 года управляет Ловчанской епархией.
После смерти экзарха Иосифа с 1915 по 1917 год служил экзаршим наместником в Стамбуле.
С 1918 до 1924 год служил протосингелом на Пловдивской епархии.
14 января 1924 года был рукоположён во епископа Драговитийского, викария Пловдивской епархии. Хиротонию совершили: митрополит Пловдивский Максим (Пелов), митрополит Охриский Борис (Георгиев) и митрополит Старозагорский Павел (Константинов).
В 1938—1941 годы — ректор Софийской духовной семинарии.
Во время болгарского управления Вардарской Македонией в годы Второй мировой войны Струмишская епархии была объединена с Драмской в Струмишско-Драмскую, временное управление которой было поручено митрополиту Неврокопскому Борису, помощником которого стал епископа Драговитийский Харитон. В 1943 году епархии были вновь разделены.
С 1945 по 1949 год служил настоятель Клисурского монастыря Святых Кирилла и Мефодия.
Скончался 25 марта 1958 года в Софии.